# Saison 2022-2023 de la LNH
Saison précédente Saison suivante
La saison 2022-2023 est la 105e saison de la Ligue nationale de hockey (LNH). La saison régulière voit 32 équipes jouer 82 matchs chacune ; elle commence le 7 octobre 2022 et se termine le 14 avril 2023 pour laisser place aux séries éliminatoires.

## Contexte
La saison régulière débute les 7 et 8 octobre 2022 avec deux matchs, dans le cadre de la série globale, en Tchéquie, à Prague, entre les Sharks de San José et les Predators de Nashville, et devait se terminer le 13 avril 2023, lors d'une journée où 30 des 32 équipes devaient s'affronter. Le 11 octobre 2022, le Lightning de Tampa Bay et les Rangers de New York disputent le premier match sur le sol américain. L'Avalanche du Colorado dispute le lendemain un match à domicile, lui permettant de hisser la bannière de champion de la saison précédente. Dans le cadre de la série globale, l'Avalanche du Colorado et les Blue Jackets de Columbus s'affrontent les 4 et 5 novembre 2022 à Tampere en Finlande. La Classique hivernale oppose les Penguins de Pittsburgh aux Bruins de Boston au Fenway Park, le domicile des Red Sox de Boston dans la LMB, le 2 janvier 2023. Le Match des étoiles se déroule à Sunrise au FLA Live Arena, domicile des Panthers de la Floride, le 4 février 2023. La Série des stades a lieu le 18 février 2023 au Carter-Finley Stadium de Raleigh et oppose les Hurricanes de la Caroline et les Capitals de Washington. La saison se termine finalement le 14 avril avec deux rencontres reportées : les Blue Jackets de Columbus contre les Sabres de Buffalo, reportée à la suite de la fermeture de l'aéroport de Buffalo en raison de conditions climatiques hivernales, et les Predators de Nashville contre l'Avalanche du Colorado, match reporté à cause d'une inondation du Bridgestone Arena.

## Saison régulière

### Classements
Dans chaque association, les trois premières équipes de chaque division et les deux meilleures équipes restantes de l'association sont qualifiées pour les séries éliminatoires.

#### Association de l'Est
| Clt   | Équipe                    | PJ | V  | D  | DP | BP  | BC  | Pts |
| ----- | ------------------------- | -- | -- | -- | -- | --- | --- | --- |
| +001, | Hurricanes de la Caroline | 82 | 52 | 21 | 9  | 266 | 213 | 113 |
| +002, | Devils du New Jersey      | 82 | 52 | 22 | 8  | 291 | 226 | 112 |
| +003, | Rangers de New York       | 82 | 47 | 22 | 13 | 277 | 219 | 107 |

| Clt   | Équipe                 | PJ | V  | D  | DP | BP  | BC  | Pts |
| ----- | ---------------------- | -- | -- | -- | -- | --- | --- | --- |
| +001, | Bruins de Boston       | 82 | 65 | 12 | 5  | 305 | 177 | 135 |
| +002, | Maple Leafs de Toronto | 82 | 50 | 21 | 11 | 279 | 222 | 111 |
| +003, | Lightning de Tampa Bay | 82 | 46 | 30 | 6  | 283 | 254 | 98  |

| Clt   | Équipe                   | Division       | PJ | V  | D  | DP | BP  | BC  | Pts |
| ----- | ------------------------ | -------------- | -- | -- | -- | -- | --- | --- | --- |
| +007, | Islanders de New York    | Métropolitaine | 82 | 42 | 31 | 9  | 243 | 222 | 93  |
| +008, | Panthers de la Floride   | Atlantique     | 82 | 42 | 32 | 8  | 290 | 273 | 92  |
| +009, | Penguins de Pittsburgh   | Métropolitaine | 82 | 40 | 31 | 11 | 262 | 264 | 91  |
| +010, | Sabres de Buffalo        | Atlantique     | 82 | 42 | 33 | 7  | 296 | 300 | 91  |
| +011, | Sénateurs d'Ottawa       | Atlantique     | 82 | 39 | 35 | 8  | 261 | 271 | 86  |
| +012, | Red Wings de Détroit     | Atlantique     | 82 | 35 | 37 | 10 | 240 | 279 | 80  |
| +013, | Capitals de Washington   | Métropolitaine | 82 | 35 | 37 | 10 | 255 | 265 | 80  |
| +014, | Flyers de Philadelphie   | Métropolitaine | 82 | 31 | 38 | 13 | 222 | 277 | 75  |
| +015, | Canadiens de Montréal    | Atlantique     | 82 | 31 | 45 | 6  | 232 | 307 | 68  |
| +016, | Blue Jackets de Columbus | Métropolitaine | 82 | 25 | 48 | 9  | 214 | 330 | 59  |

- En gras et en italique : vainqueur de division
- En gras : qualifié pour les séries
- En italique : repêchée en tant que 7e ou 8e de l'association

#### Association de l'Ouest
| Clt   | Équipe                | PJ | V  | D  | DP | BP  | BC  | Pts |
| ----- | --------------------- | -- | -- | -- | -- | --- | --- | --- |
| +001, | Avalanche du Colorado | 82 | 51 | 24 | 7  | 280 | 226 | 109 |
| +002, | Stars de Dallas       | 82 | 47 | 21 | 14 | 285 | 218 | 108 |
| +003, | Wild du Minnesota     | 82 | 46 | 25 | 11 | 246 | 225 | 103 |

| Clt   | Équipe                  | PJ | V  | D  | DP | BP  | BC  | Pts |
| ----- | ----------------------- | -- | -- | -- | -- | --- | --- | --- |
| +001, | Golden Knights de Vegas | 82 | 51 | 22 | 9  | 272 | 229 | 111 |
| +002, | Oilers d’Edmonton       | 82 | 50 | 23 | 9  | 325 | 260 | 109 |
| +003, | Kings de Los Angeles    | 82 | 47 | 25 | 10 | 280 | 257 | 104 |

| Clt   | Équipe                 | Division  | PJ | V  | D  | DP | BP  | BC  | Pts |
| ----- | ---------------------- | --------- | -- | -- | -- | -- | --- | --- | --- |
| +007, | Kraken de Seattle      | Pacifique | 82 | 46 | 28 | 8  | 289 | 256 | 100 |
| +008, | Jets de Winnipeg       | Centrale  | 82 | 46 | 33 | 3  | 247 | 225 | 95  |
| +009, | Flames de Calgary      | Pacifique | 82 | 38 | 27 | 17 | 260 | 252 | 93  |
| +010, | Predators de Nashville | Centrale  | 82 | 42 | 32 | 8  | 229 | 238 | 92  |
| +011, | Canucks de Vancouver   | Pacifique | 82 | 38 | 37 | 7  | 276 | 298 | 83  |
| +012, | Blues de Saint-Louis   | Centrale  | 82 | 37 | 38 | 7  | 263 | 301 | 81  |
| +013, | Coyotes de l'Arizona   | Centrale  | 82 | 28 | 40 | 14 | 228 | 299 | 70  |
| +014, | Sharks de San José     | Pacifique | 82 | 22 | 44 | 16 | 234 | 321 | 60  |
| +015, | Blackhawks de Chicago  | Centrale  | 82 | 26 | 49 | 7  | 204 | 301 | 59  |
| +016, | Ducks d'Anaheim        | Pacifique | 82 | 23 | 47 | 12 | 209 | 338 | 58  |

- En gras et en italique : vainqueur de division
- En gras : qualifié pour les séries
- En italique : repêchée en tant que 7e ou 8e de l'association

## Séries éliminatoires
Les trois meilleures équipes de chaque division sont qualifiées ainsi que les équipes classées aux 7e et 8e places de chaque association, sans distinction de division. La meilleure équipe de chaque association rencontre la 8e et la première équipe de l'autre division rencontre la 7e. Les équipes classées aux 2e et 3e places de chaque division se rencontrent dans la partie de tableau où se situe le champion de leur division. Toutes les séries sont jouées au meilleur des sept matchs. Les deux premiers matchs sont joués chez l'équipe la mieux classée à l'issue de la saison puis les deux suivants sont joués chez l'autre équipe. Si une cinquième, une sixième voire une septième rencontre sont nécessaires, elles sont jouées alternativement chez les deux équipes en commençant par la mieux classée.

## Tableau récapitulatif
|  | Quarts de finale d'association | Quarts de finale d'association | Quarts de finale d'association | Quarts de finale d'association |    |          | Demi-finales d'association | Demi-finales d'association | Demi-finales d'association | Demi-finales d'association |  |  | Finales d'association | Finales d'association | Finales d'association | Finales d'association |  |  | Finale de la Coupe Stanley | Finale de la Coupe Stanley | Finale de la Coupe Stanley | Finale de la Coupe Stanley |
|  |                                |                                |                                |                                |    |          |                            |                            |                            |                            |  |  |                       |                       |                       |                       |  |  |                            |                            |                            |                            |
|  |                                |                                |                                |                                |    |          |                            |                            |                            |                            |  |  |                       |                       |                       |                       |  |  |                            |                            |                            |                            |
|  | M1                             | Caroline                       | 4                              | 4                              |    |          |                            |                            |                            |                            |  |  |                       |                       |                       |                       |  |  |                            |                            |                            |                            |
|  | M1                             | Caroline                       | 4                              | 4                              |    |          |                            |                            |                            |                            |  |  |                       |                       |                       |                       |  |  |                            |                            |                            |                            |
|  | E7                             | Islanders de New York          | 2                              | 2                              |    |          |                            |                            |                            |                            |  |  |                       |                       |                       |                       |  |  |                            |                            |                            |                            |
|  | E7                             | Islanders de New York          | 2                              | 2                              | M1 | Caroline | 4                          | 4                          |                            |                            |  |  |                       |                       |                       |                       |  |  |                            |                            |                            |                            |
|  |                                |                                |                                |                                | M1 | Caroline | 4                          | 4                          |                            |                            |  |  |                       |                       |                       |                       |  |  |                            |                            |                            |                            |
|  |                                |                                | M2                             | New Jersey                     | 1  | 1        |                            |                            |                            |                            |  |  |                       |                       |                       |                       |  |  |                            |                            |                            |                            |
|  | M2                             | New Jersey                     | M2                             | New Jersey                     | 1  | 1        | 4                          | 4                          |                            |                            |  |  |                       |                       |                       |                       |  |  |                            |                            |                            |                            |
|  | M2                             | New Jersey                     |                                |                                |    |          |                            | 4                          |                            |                            |  |  |                       |                       |                       |                       |  |  |                            |                            |                            |                            |
|  | M3                             | Rangers de New York            | 3                              | 3                              |    |          |                            |                            |                            |                            |  |  |                       |                       |                       |                       |  |  |                            |                            |                            |                            |
|  | M3                             | Rangers de New York            | 3                              | 3                              | M1 | Caroline | 0                          | 0                          |                            |                            |  |  |                       |                       |                       |                       |  |  |                            |                            |                            |                            |
|  |                                |                                |                                |                                | M1 | Caroline | 0                          | 0                          |                            |                            |  |  |                       |                       |                       |                       |  |  |                            |                            |                            |                            |
|  |                                |                                | E8                             | Floride                        | 4  | 4        |                            |                            |                            |                            |  |  |                       |                       |                       |                       |  |  |                            |                            |                            |                            |
|  | A1                             | Boston                         | E8                             | Floride                        | 4  | 4        | 3                          | 3                          |                            |                            |  |  |                       |                       |                       |                       |  |  |                            |                            |                            |                            |
|  | A1                             | Boston                         |                                |                                |    |          |                            | 3                          |                            |                            |  |  |                       |                       |                       |                       |  |  |                            |                            |                            |                            |
|  | E8                             | Floride                        | 4                              | 4                              |    |          |                            |                            |                            |                            |  |  |                       |                       |                       |                       |  |  |                            |                            |                            |                            |
|  | E8                             | Floride                        | 4                              | 4                              | E8 | Floride  | 4                          | 4                          |                            |                            |  |  |                       |                       |                       |                       |  |  |                            |                            |                            |                            |
|  |                                |                                |                                |                                | E8 | Floride  | 4                          | 4                          |                            |                            |  |  |                       |                       |                       |                       |  |  |                            |                            |                            |                            |
|  |                                |                                | A2                             | Toronto                        | 1  | 1        |                            |                            |                            |                            |  |  |                       |                       |                       |                       |  |  |                            |                            |                            |                            |
|  | A2                             | Toronto                        | A2                             | Toronto                        | 1  | 1        | 4                          | 4                          |                            |                            |  |  |                       |                       |                       |                       |  |  |                            |                            |                            |                            |
|  | A2                             | Toronto                        |                                |                                |    |          |                            | 4                          |                            |                            |  |  |                       |                       |                       |                       |  |  |                            |                            |                            |                            |
|  | A3                             | Tampa Bay                      | 2                              | 2                              |    |          |                            |                            |                            |                            |  |  |                       |                       |                       |                       |  |  |                            |                            |                            |                            |
|  | A3                             | Tampa Bay                      | 2                              | 2                              | E8 | Floride  | 1                          | 1                          |                            |                            |  |  |                       |                       |                       |                       |  |  |                            |                            |                            |                            |
|  |                                |                                |                                |                                | E8 | Floride  | 1                          | 1                          |                            |                            |  |  |                       |                       |                       |                       |  |  |                            |                            |                            |                            |
|  |                                |                                | P1                             | Vegas                          | 4  | 4        |                            |                            |                            |                            |  |  |                       |                       |                       |                       |  |  |                            |                            |                            |                            |
|  | C1                             | Colorado                       | P1                             | Vegas                          | 4  | 4        | 3                          | 3                          |                            |                            |  |  |                       |                       |                       |                       |  |  |                            |                            |                            |                            |
|  | C1                             | Colorado                       |                                |                                |    |          |                            | 3                          |                            |                            |  |  |                       |                       |                       |                       |  |  |                            |                            |                            |                            |
|  | O7                             | Seattle                        | 4                              | 4                              |    |          |                            |                            |                            |                            |  |  |                       |                       |                       |                       |  |  |                            |                            |                            |                            |
|  | O7                             | Seattle                        | 4                              | 4                              | O7 | Seattle  | 3                          | 3                          |                            |                            |  |  |                       |                       |                       |                       |  |  |                            |                            |                            |                            |
|  |                                |                                |                                |                                | O7 | Seattle  | 3                          | 3                          |                            |                            |  |  |                       |                       |                       |                       |  |  |                            |                            |                            |                            |
|  |                                |                                | C2                             | Dallas                         | 4  | 4        |                            |                            |                            |                            |  |  |                       |                       |                       |                       |  |  |                            |                            |                            |                            |
|  | C2                             | Dallas                         | C2                             | Dallas                         | 4  | 4        | 4                          | 4                          |                            |                            |  |  |                       |                       |                       |                       |  |  |                            |                            |                            |                            |
|  | C2                             | Dallas                         |                                |                                |    |          |                            | 4                          |                            |                            |  |  |                       |                       |                       |                       |  |  |                            |                            |                            |                            |
|  | C3                             | Minnesota                      | 2                              | 2                              |    |          |                            |                            |                            |                            |  |  |                       |                       |                       |                       |  |  |                            |                            |                            |                            |
|  | C3                             | Minnesota                      | 2                              | 2                              | C2 | Dallas   | 2                          | 2                          |                            |                            |  |  |                       |                       |                       |                       |  |  |                            |                            |                            |                            |
|  |                                |                                |                                |                                | C2 | Dallas   | 2                          | 2                          |                            |                            |  |  |                       |                       |                       |                       |  |  |                            |                            |                            |                            |
|  |                                |                                | P1                             | Vegas                          | 4  | 4        |                            |                            |                            |                            |  |  |                       |                       |                       |                       |  |  |                            |                            |                            |                            |
|  | P1                             | Vegas                          | P1                             | Vegas                          | 4  | 4        | 4                          | 4                          |                            |                            |  |  |                       |                       |                       |                       |  |  |                            |                            |                            |                            |
|  | P1                             | Vegas                          |                                |                                |    |          |                            | 4                          |                            |                            |  |  |                       |                       |                       |                       |  |  |                            |                            |                            |                            |
|  | O8                             | Winnipeg                       | 1                              | 1                              |    |          |                            |                            |                            |                            |  |  |                       |                       |                       |                       |  |  |                            |                            |                            |                            |
|  | O8                             | Winnipeg                       | 1                              | 1                              | P1 | Vegas    | 4                          | 4                          |                            |                            |  |  |                       |                       |                       |                       |  |  |                            |                            |                            |                            |
|  |                                |                                |                                |                                | P1 | Vegas    | 4                          | 4                          |                            |                            |  |  |                       |                       |                       |                       |  |  |                            |                            |                            |                            |
|  |                                |                                | P2                             | Edmonton                       | 2  | 2        |                            |                            |                            |                            |  |  |                       |                       |                       |                       |  |  |                            |                            |                            |                            |
|  | P2                             | Edmonton                       | P2                             | Edmonton                       | 2  | 2        | 4                          | 4                          |                            |                            |  |  |                       |                       |                       |                       |  |  |                            |                            |                            |                            |
|  | P2                             | Edmonton                       |                                |                                |    |          |                            | 4                          |                            |                            |  |  |                       |                       |                       |                       |  |  |                            |                            |                            |                            |
|  | P3                             | Los Angeles                    | 2                              | 2                              |    |          |                            |                            |                            |                            |  |  |                       |                       |                       |                       |  |  |                            |                            |                            |                            |
|  | P3                             | Los Angeles                    | 2                              | 2                              |    |          |                            |                            |                            |                            |  |  |                       |                       |                       |                       |  |  |                            |                            |                            |                            |
|  |                                |                                |                                |                                |    |          |                            |                            |                            |                            |  |  |                       |                       |                       |                       |  |  |                            |                            |                            |                            |

## Récompenses

### Trophées
| Trophée                                                                                     | Vainqueur                                          | Finalistes                                                                        |
| ------------------------------------------------------------------------------------------- | -------------------------------------------------- | --------------------------------------------------------------------------------- |
| Trophée William-M.-Jennings Gardiens de l'équipe ayant accordé le moins de buts             | Linus Ullmark et Jeremy Swayman (Bruins de Boston) | -                                                                                 |
| Trophée Maurice-Richard Meilleur buteur de la saison                                        | Connor McDavid (Oilers d'Edmonton)                 | -                                                                                 |
| Trophée Art-Ross Meilleur pointeur de la saison                                             | Connor McDavid (Oilers d'Edmonton)                 | -                                                                                 |
| Trophée Lady Byng Joueur avec le meilleur esprit sportif                                    | Anže Kopitar (Kings de Los Angeles)                | - Jack Hughes (Devils du New Jersey) - Brayden Point (Lightning de Tampa Bay)     |
| Trophée Calder Meilleur joueur recrue                                                       | Matthew Beniers (Kraken de Seattle)                | - Owen Power (Sabres de Buffalo) - Stuart Skinner (Oilers d'Edmonton)             |
| Trophée Frank-J.-Selke Meilleur attaquant défensif                                          | Patrice Bergeron (Bruins de Boston)                | - Nico Hischier (Devils du New Jersey) - Mitchell Marner (Maple Leafs de Toronto) |
| Trophée Vézina Meilleur gardien de but                                                      | Linus Ullmark (Bruins de Boston)                   | - Connor Hellebuyck (Jets de Winnipeg) - Ilia Sorokine (Islanders de New York)    |
| Trophée James-Norris Meilleur défenseur                                                     | Erik Karlsson (Sharks de San José)                 | - Adam Fox (Rangers de New York) - Cale Makar (Avalanche du Colorado)             |
| Trophée Mark-Messier Joueur au plus grand leadership                                        | Steven Stamkos (Lightning de Tampa Bay)            | -                                                                                 |
| Trophée Bill-Masterton Joueur avec le plus de qualités de persévérance et d'esprit d'équipe | Kristopher Letang (Penguins de Pittsburgh)         | - Clayton Keller (Coyotes de l'Arizona) - Alex Stalock (Blackhawks de Chicago)    |
| Trophée Hart Meilleur joueur selon les journalistes                                         | Connor McDavid (Oilers d'Edmonton)                 | - David Pastrňák (Bruins de Boston) - Matthew Tkachuk (Panthers de la Floride)    |
| Trophée Ted-Lindsay Meilleur joueur selon les joueurs                                       | Connor McDavid (Oilers d'Edmonton)                 | - Erik Karlsson (Sharks de San José) - David Pastrňák (Bruins de Boston)          |
| Trophée Jack-Adams Meilleur entraîneur                                                      | Jim Montgomery (Bruins de Boston)                  | - Dave Hakstol (Kraken de Seattle) - Lindy Ruff (Devils du New Jersey)            |
| Trophée Jim-Gregory Meilleur directeur général                                              | James Nill (Stars de Dallas)                       | - Donald Sweeney (Bruins de Boston) - William Zito (Panthers de la Floride)       |
| Trophée Conn-Smythe Meilleur joueur des séries                                              | Jonathan Marchessault (Golden Knights de Vegas)    | -                                                                                 |
| Trophée King-Clancy Contribution à la communauté                                            | Mikael Backlund (Flames de Calgary)                | - Anders Lee (Islanders de New York) - Darnell Nurse (Oilers d'Edmonton)          |
| Trophée Lester-Patrick Services rendus au hockey aux États-Unis                             | Joe Bertagna                                       | -                                                                                 |

| Trophée                                                                                         | Équipe                  |
| ----------------------------------------------------------------------------------------------- | ----------------------- |
| Trophée des présidents Équipe de la saison régulière avec le plus de points                     | Bruins de Boston        |
| Trophée Prince de Galles Vainqueur de la finale de l'association de l'Est lors des séries       | Panthers de la Floride  |
| Trophée Clarence-S.-Campbell Vainqueur de la finale de l'association de l'Ouest lors des séries | Golden Knights de Vegas |
| Coupe Stanley Vainqueur des séries                                                              | Golden Knights de Vegas |